# Rhiannon Giddens

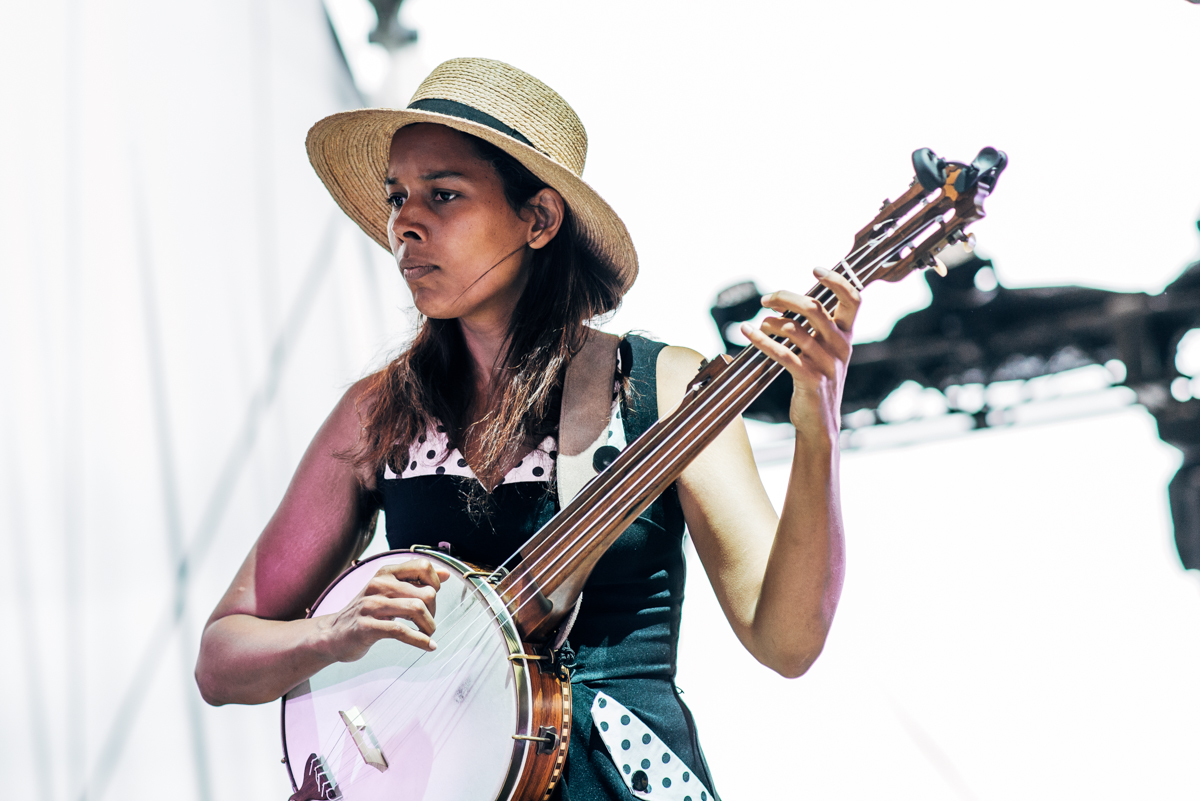
Edmonton, 2015

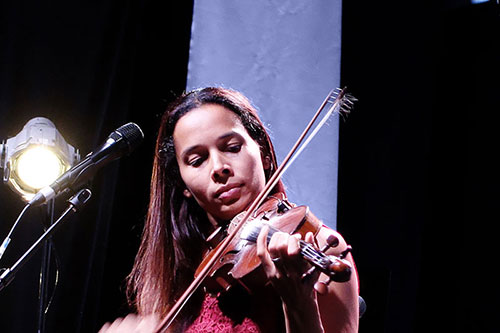
2015

Rhiannon Giddens (Greensboro, 1977. február 21. –) kétszeres Grammy-díjas amerikai énekesnő (country, blues, old-time music, classic), hegedűs, bendzsós.

## Pályakép
Van valami, amit Rhiannon Giddens nem tud elénekelni?... Olyan hajlításokkal énekel, amelyek áthidalják a hegyeket és a sivatagokat.
Rhiannon Giddens Észak-Karolinában, McLeansville-ben nőtt fel − egy kisvárosban. Fehér apja egy rockbanda tagja volt, az egyik testvérének bluegrass zenekara volt. Afroamerikai édesanyja rajongott a klasszikus zenéért. Giddens fiatalkorát így a zene uralta. Kórusokban énekelt, de csak 16 éves korában kezdett énekórákra járni.
Az Észak-karolinai Természettudományi és Matematikai iskolájában, majd az Oberlin Konzervatóriumban tanult, ahol 2000-ben végzett. Ugyanott operaéneklést is tanult. 17 évesen meghallgatásra jelentkezett egy iskolai programban. Különleges hangja lenyűgözte a tanárokat. Az ohiói Oberlin College-ba járt, operákban lépett fel. Bár először a klasszikus zene mellett döntött, az egyetem alatt felfedezte magának a táncot és táncos rendezvényeken is fellépett. Ezenkívül csatlakozott egy ír zenekarhoz, közben teljes munkaidőben grafikusként dolgozott.
Összetalálkozott Dom Flemons-szal és Justin Robinsonnal. Elkezdtek együtt játszani, és megalakították a The Carolina Chocolate Drops-t. Néhány év múlva hírnevet szereztek, 2010-ben pedig kiadták a Genuine Negro Jig című albumot, amiért Grammy-díjat kaptak.
Rhiannon Giddens különféle műfajokban egyformán otthonos. Énekel egyházi, soul, dzsessz, country, klasszikus- és népzenét. Képzett operaénekes. Bendzsózik, hegedül. Szólistája, énekese, hegedűse, bendzsósa a Carolina Chocolate Drops együttesnek. A Chocolate Dropsszal végzett munkája mellett két szólóalbumot is kiadott: Tomorrow Is My Turn (2015), Freedom Highway (2017).
Giddens a folkzene és az ír zene éneklése mellett számos hangszeren is játszik.
2005 körül skóciai tartózkodása során ismerkedett meg Michael Laffan ír zenésszel. 2007-ben házasodtak össze, két gyermekük született. A család felváltva élt Írországban és Dél-Karolinában.
2019-ben Giddens kapcsolatba lépett zenei partnerével, Francesco Turrisivel. 2019 májusában, majd 2021 áprilisában adták ki első közös albumokat és nagyszerű koncerteken lépnek fel.

### Omar

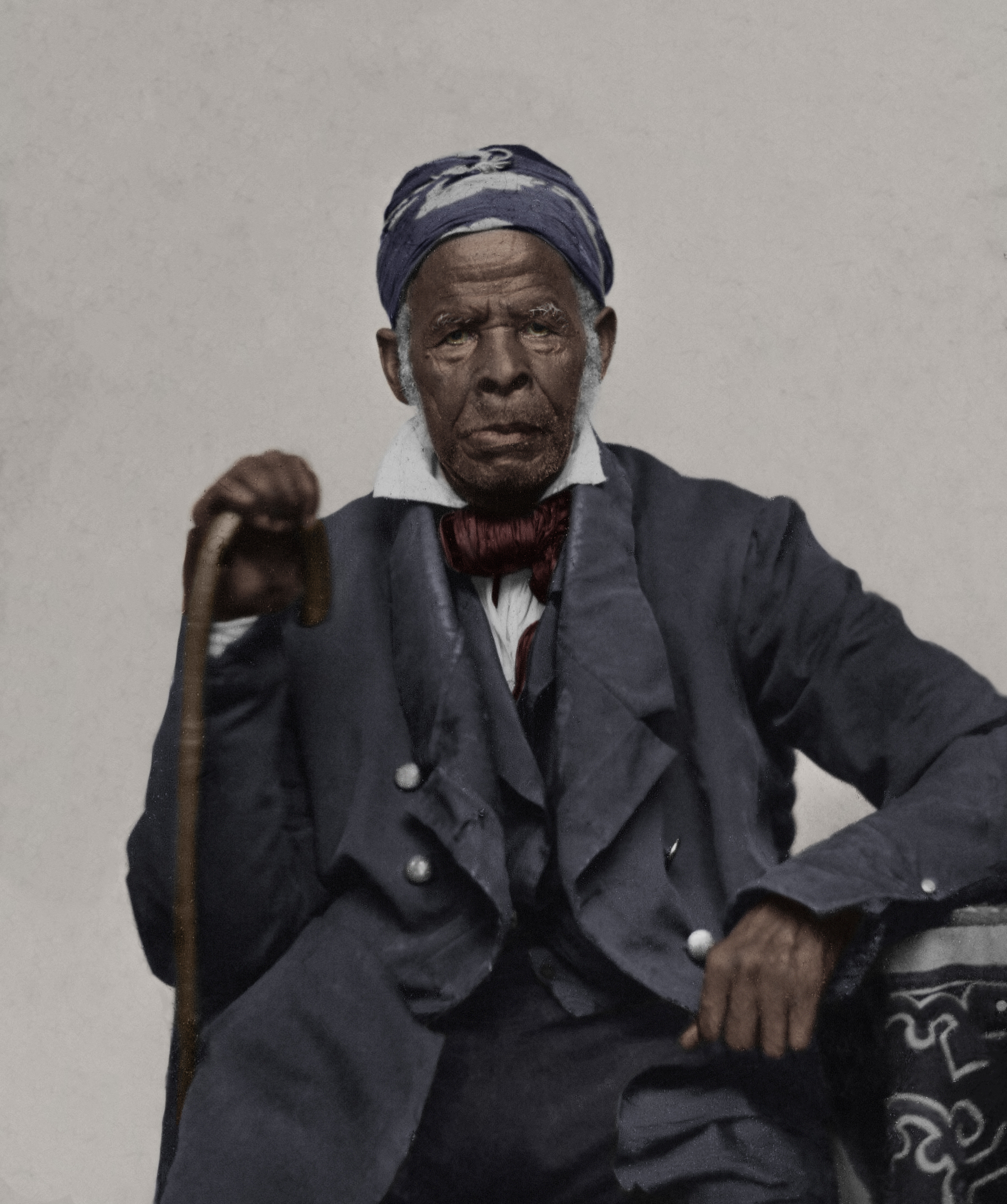

Az Omar egy új amerikai opera, Rhiannon Giddens és Michael Abels szerzeménye, a librettót Giddens írta. A mű világpremierje a Spoleto Festival USA-n volt 2022-ben. 2022 októberében volt a nyugati parti premierje a Los Angeles-i Operában. 2023 februárjában adták elő a Carolina Performing Arts-on, New England-i premierjének dátuma: 2023. május, Boston Lyric Opera. Az opera egy valós személyről, Omar ibn Saidról szól, és az A Muslim American Slave: The Life of Omar ibn Said című, 1831-ben arabul írt önéletrajzán alapul. Ez az egyetlen ismert életrajz, amelyet egy rabszolga írt Amerikában, arab nyelven.
Omar ibn Said egy iszlám államban született  Nyugat-Afrikában, a mai Szenegálban. Családja gazdag volt. Omar muszlim tudós lett. 1807-ben, 37 éves korában Amerikába hurcolták és a charlestoni rabszolgapiacon eladták. Két év után megszökött, elfogták, börtönbe zárták, végül eladták James Owen ültetvényesnek. Owent lenyűgözte ibn Said műveltsége. Arra is buzdította, hogy írja meg emlékiratait, amit 1831-ben meg is tett. Legalább tizenhárom más munkát is írt − történelemről és teológiáról. Omar Ibn Szaid 1864-ben halt meg, rabszolgaságban.

## Lemezek
- We Rise (EP) (2014)
- Tomorrow Is My Turn (2015)
- Factory Girl (EP) (2015)
- Live at Jazzfest 2016 (2016)
- Freedom Highway (2017)
- Live at Jazzfest 2017 (2017)
- There Is No Other & Francesco Turrisi (2019)
- Cruel World (kislemez) (2019)
- Just the Two of Us & Sxip Shirey (kislemez) (2020)
- Don't Call Me Names (kislemez) (2020)
- They're Calling Me Home & Francesco Turrisi (2021)
  - Julie's Aria with Bill Frisell & Francesco Turrisi (kislemez) (2022)
  - Build A House with Yo-Yo Ma[2] & Francesco Turrisi (kislemez) (2022)
- You're the One (2023)

### Live albumok
- Live at Jazzfest 2016
- Live at Jazzfest 2017

### Középlemezek
- We Rise (2014)
- Factory Girl (2015)

### Szólólemezek
- Tomorrow Is My Turn (2015)
- Freedom Highway (2017)
- There Is No Other with Francesco Turrisi (2019)
- They're Calling Me Home with Francesco Turrisi (2021)
- You're the One (2023)

## Díjak
- 2011-ben zenekarával elnyerte a Grammy-díjat (Best Traditional Folk Album: „Genuine Negro Jig”)
- 2012: Official Americana Awards
- 2016: BBC Radio 2 Folk Awards
- 2016: Steve Martin Prize for Excellence in Banjo and Bluegrass
- 2022: Grammy-díj: Best Folk Album („They're Calling Me Home”)
- 2023: Society of Composers & Lyricists Awards: Jury Award
- 2023: Pulitzer-díj for Music: Omar (opera); Rhiannon Giddens és Michael Abels(wd)[3]
- Egyéb díjak

## Film
- Rhiannon Giddens az IMDb-n

## Érdekesség
Az Our Native Daughters négy afroamerikai bendzsós nőből álló együttes: Amythyst Kiah, Allison Russell, Leyla McCalla és Rhiannon Giddens a tagjai. 2019-es albumukat, a Songs of Our Native Daughters-t a  National Public Radio (NPR) ugyanabban az évben az egyik legjobb albumnak választotta, és az együttest jelölték az „év együttesének” a 2020-as Americana Awardson. A Songs of Our Native Daughters című dokumentumfilmet 2020 februárjában mutatta be a Smithsonian Channel.